# 고부향교 대성전
고부향교 대성전(古阜鄕校 大成殿)은 대한민국 전북특별자치도 정읍시 고부면 고부향교에 있는 대성전이다. 1984년 4월 1일 전북특별자치도의 문화재자료 제74호로 지정되었다.

## 개요
향교는 공자와 여러 성현께 제사를 지내고 지방민의 교육과 교화를 위해 나라에서 세운 교육기관이다.
고부향교는 처음 지은 정확한 연대는 알 수 없으나, 임진왜란 때 불타 없어진 것을 선조 30년(1597)에 지금 있는 자리로 옮겨 세운 것이라고 한다.
현재 남아있는 건물로는 대성전, 명륜당, 동무·서무, 직사, 내삼문, 외삼문, 홍살문 등이며，전해오는 유물로는 제기, 제복, 서적들이 있다.
대성전은 제사를 지내는 공간으로, 교육 공간인 명륜당보다 위쪽에 있다. 규모는 앞면 5칸·옆면 3칸이고, 지붕은 옆면에서 볼 때 사람 인(人)자 모양인 맞배지붕이다．안쪽에는 공자를 비롯하여 중국과 한국 성현의 위패를 모시고 있다.
조선시대에는 나라에서 토지와 노비·책 등을 지원받아 학생을 가르쳤으나, 지금은 교육 기능은 없어지고 제사 기능만 남아 있다.

## 현지 안내문
이 대성전은 공자를 모신 사당이다. 유교를 통치이념으로 삼았던 조선시대에는 향교에 공자를 모신 사당을 두고 유학을 장려했다. 나라에서 각 지방에 세운 학교 가운데 하나인 고부향교는 임진왜란 때 불탔는데, 선조 30년(1597년)에 현재의 자리로 옮겨 세웠다. 대성전에는 공자의 위패를 가운데 모시고, 동·서쪽으로 맹자 등 네 성인, 안현 등 공자 제자 10 사람, 주자 등 중국 송나라 때 유학자 여섯 사람을 함께 모셨다. 신라시대 설총을 비롯한 우리 나라 유학자 열여덟 분의 위패도 모시고 있다. 향교에서는 매달 음력 초하루와 보름에 서당에 향불을 피워 올리고, 매년 봄·가을에는 제사(석전대제)를 지냈다. 관청의 후원을 받아 향교의 선비들이 주관하여 치르던 이 제사는, 공자의 뜻을 기리는 큰 행사이다.

## 참고 자료
- 고부향교대성전 - 국가유산청 국가유산포털